# Будакеси
Бу́дакеси (венг. Budakeszi) — город в центральной части Венгрии, в медье Пешт.
Население — 12 924 человека (2001). Площадь города — 37,11 км². Плотность населения — 348,26 чел./км².
Город Будакеси, как и вся Венгрия, находится в часовом поясе, обозначаемом по международному стандарту как Central European Time (CET). Смещение относительно UTC составляет +1:00 (CET, зимнее время) / +2:00 (CEST, летнее время), так как в этом часовом поясе действует переход на летнее время.
Почтовый индекс — 2092. Телефонный код — (+36)23.

## Галерея

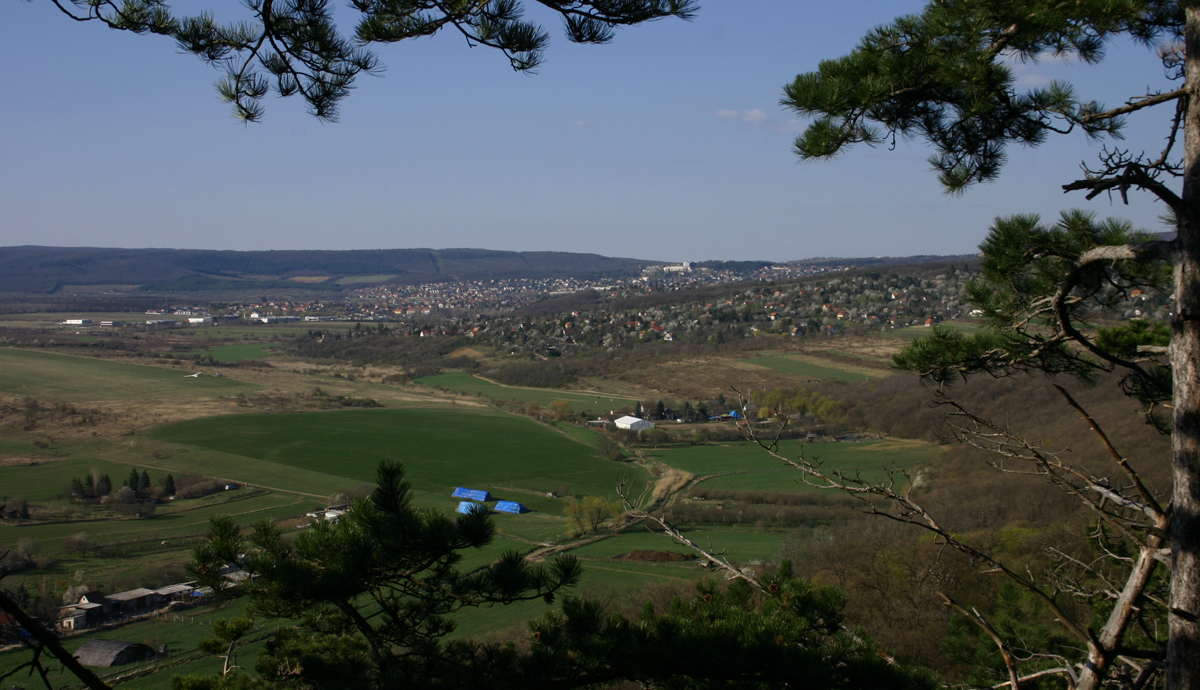
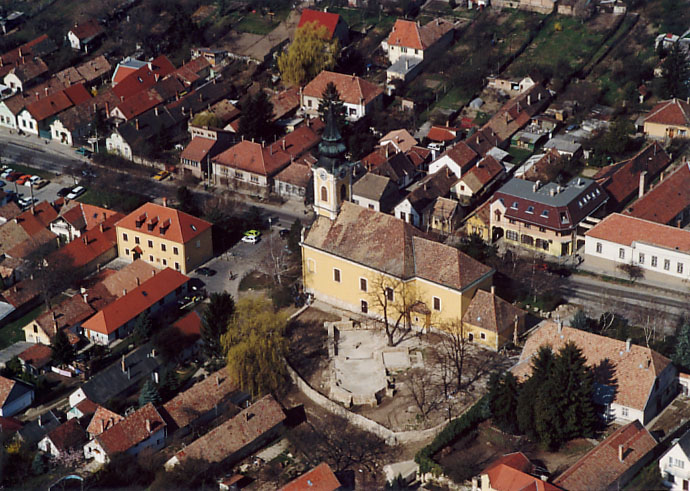
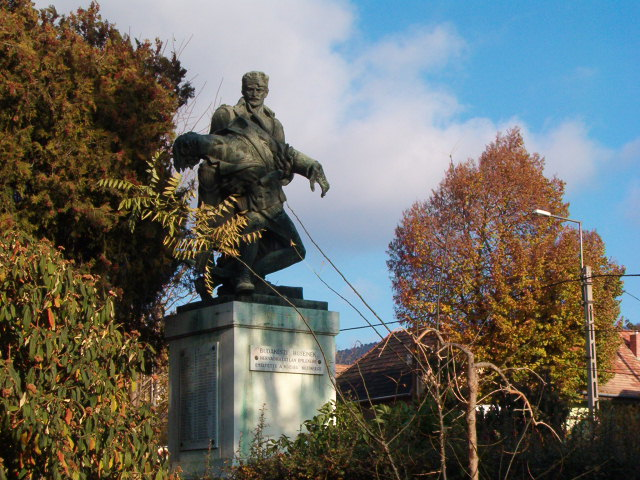

## Население
| Год  | Численность | Численность |
| ---- | ----------- | ----------- |
| 2013 | 13 707      | [ 2 ]       |
| 2014 | 13 724      | [ 3 ]       |
| 2021 | 15 088      | [ 4 ]       |
| 2022 | 15 466      |             |
| 2023 | 15 473      | [ 5 ]       |
| 2024 | 15 862      | [ 1 ]       |

## Города-побратимы
- Westenholz[вд], Германия (1996)[6]
- Балог-над-Иплём (район Вельки Кртиш), Словакия (20 августа 2018)[6]
- Беч, Польша (5 марта 2019)[6]
- /  /  Дыйда, Украина / Австрийская империя / Австро-Венгрия (1996)[6]
- Лих, Германия (1 октября 2005)[6]
- Меркуря-Чук, Румыния (1996)[6]
- Неккарзульм, Германия (1993)[6]